# Wren (Oregon)
Wren (korábban Wrens) az Amerikai Egyesült Államok északnyugati részén, Oregon állam Benton megyéjében elhelyezkedő önkormányzat nélküli település.
Nevét George P. Wren telepesről kapta. Az Oregon Pacific Railroad megállója 1886-ban nyílt meg. A posta 1887 és 1968 között működött.

## Fordítás
- Ez a szócikk részben vagy egészben  a   Wren, Oregon című angol Wikipédia-szócikk ezen változatának fordításán alapul.  Az eredeti cikk szerkesztőit annak laptörténete sorolja fel. Ez a jelzés csupán a megfogalmazás eredetét és a szerzői jogokat jelzi, nem szolgál a cikkben szereplő információk forrásmegjelöléseként.